# Auros
Auros är en kommun i departementet Gironde i regionen Nouvelle-Aquitaine i sydvästra Frankrike. Kommunen ligger i kantonen Auros som tillhör arrondissementet Langon. År 2022 hade Auros 1 046 invånare.

## Befolkningsutveckling
Antalet invånare i kommunen Auros
Referens:INSEE